# Oberaletschhütte
L'Oberaletschhütte (2.640 m s.l.m.) è un rifugio alpino situato nelle Alpi Bernesi.

## Accesso
L'accesso avviene da Belalp, località raggiungibile in funivia da Blatten nel comune di Naters.

## Ascensioni
- Aletschhorn - 4.193 m
- Nesthorn - 3.822 m
- Gross Fusshorn - 3.627 m